# Microcerveseria

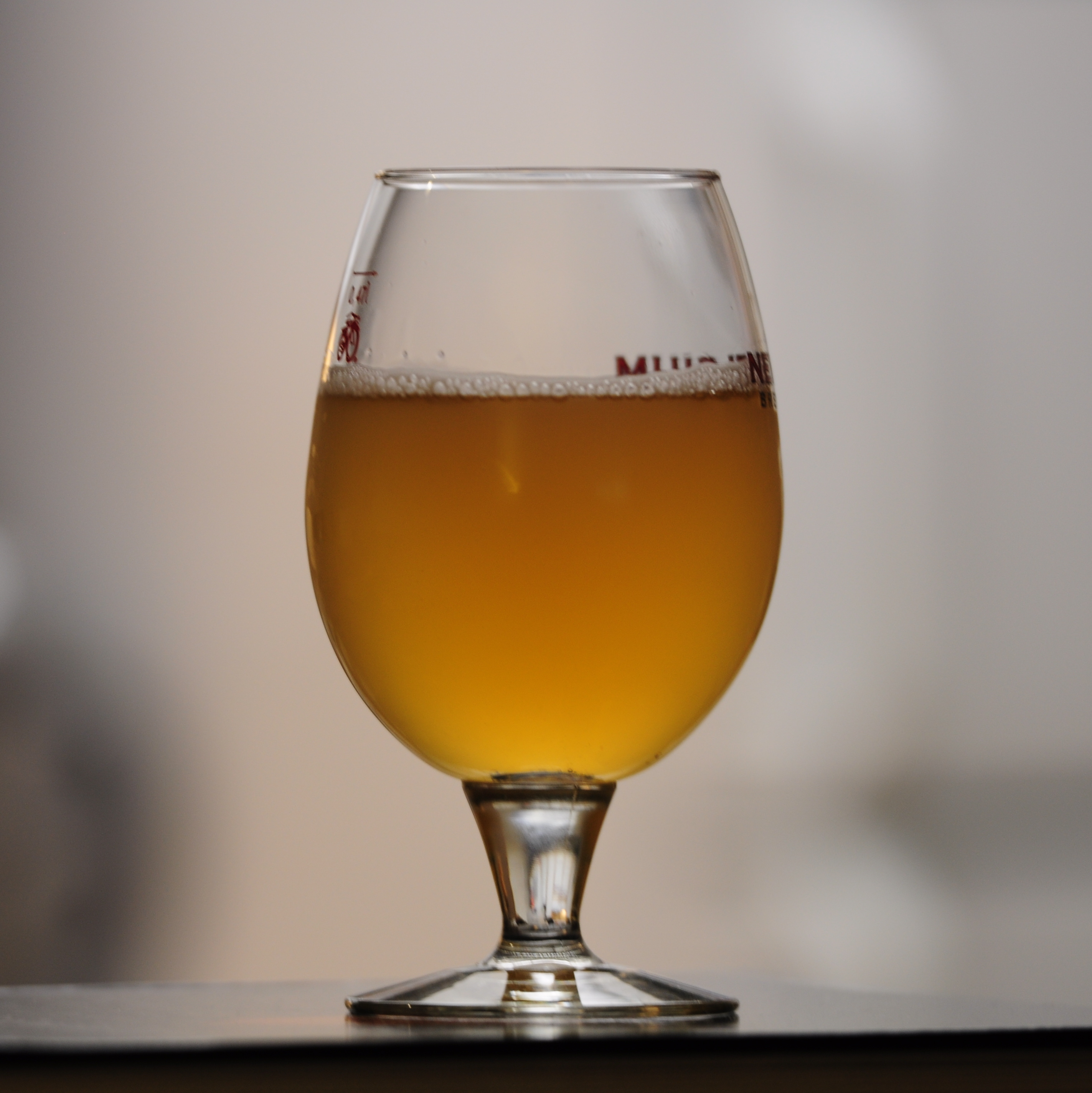
Got de cervesa artesana.

Una cerveseria artesana o microcerveseria és una cerveseria que produeix una quantitat limitada de cervesa artesana i generalment la serveix al mateix espai on es fabrica. Les definicions exactes varien, però els terme s'aplica típicament a marques que són molt més petites que les cerveses industrials i tenen una estructura de PIME o d'autònoms que lloguen les instal·lacions per a fabricar (nòmades). Aquest tipus de cerveseries es caracteritzen generalment per la seva èmfasi en el sabor i la tècnica de fermentat així com el ser un producte de proximitat.
Al 2011 el diari El País va reportar hi havia una "revolució de les cerveses artesanals" i posteriorment (2013), que la tendència s'havia estès a les regions de Catalunya, Pais Valencià, País Basc i Madrid. Cal destacar que aquesta revolució es va iniciar a Barcelona gràcies en gran part a la iniciativa de Steve Huxley, un mestre cerveser que es va dedicar intensament a promoure l'elaboració de cerveses artesanals a Catalunya.